# Formosat

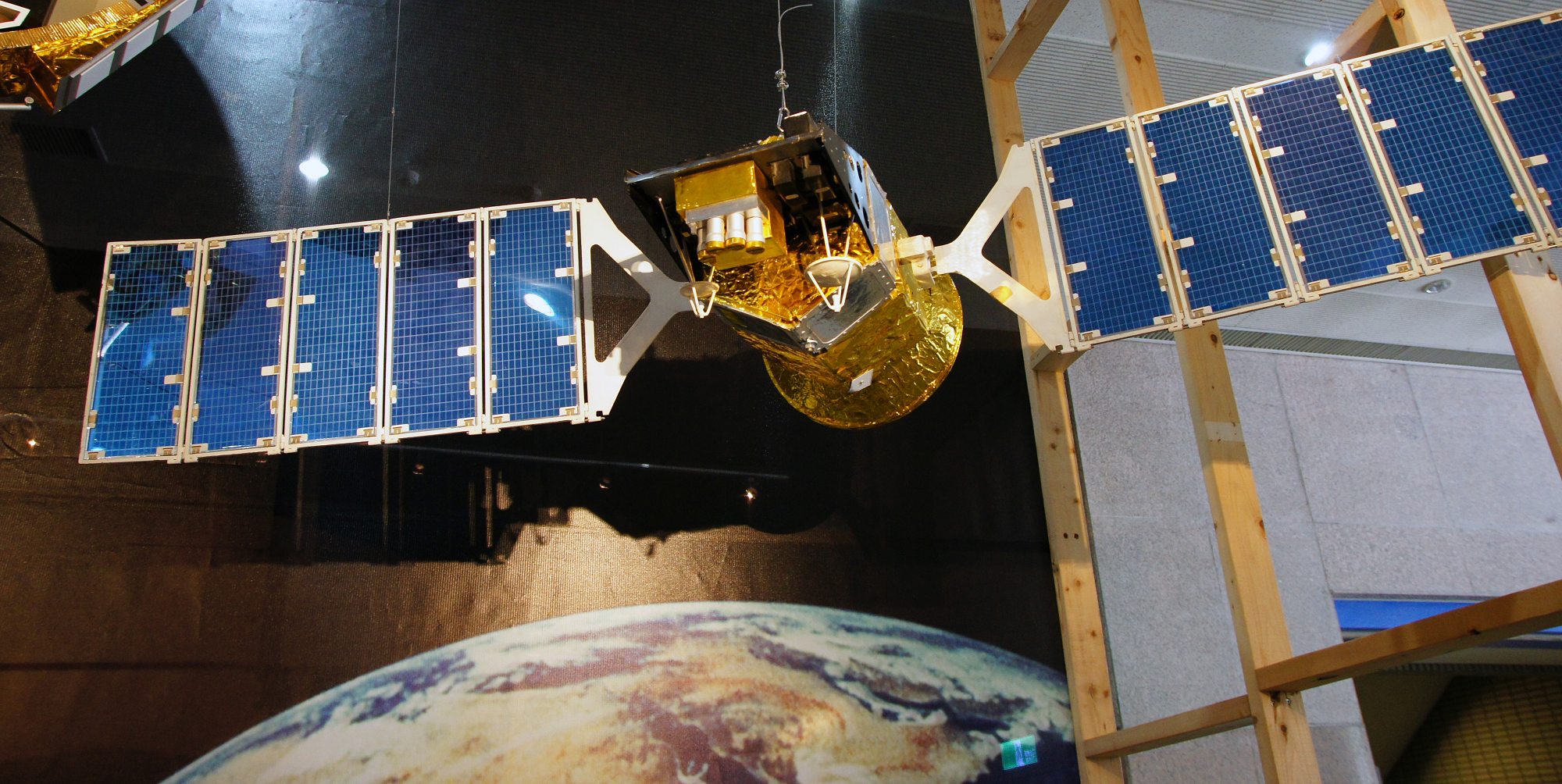
Modell von Formosat-1

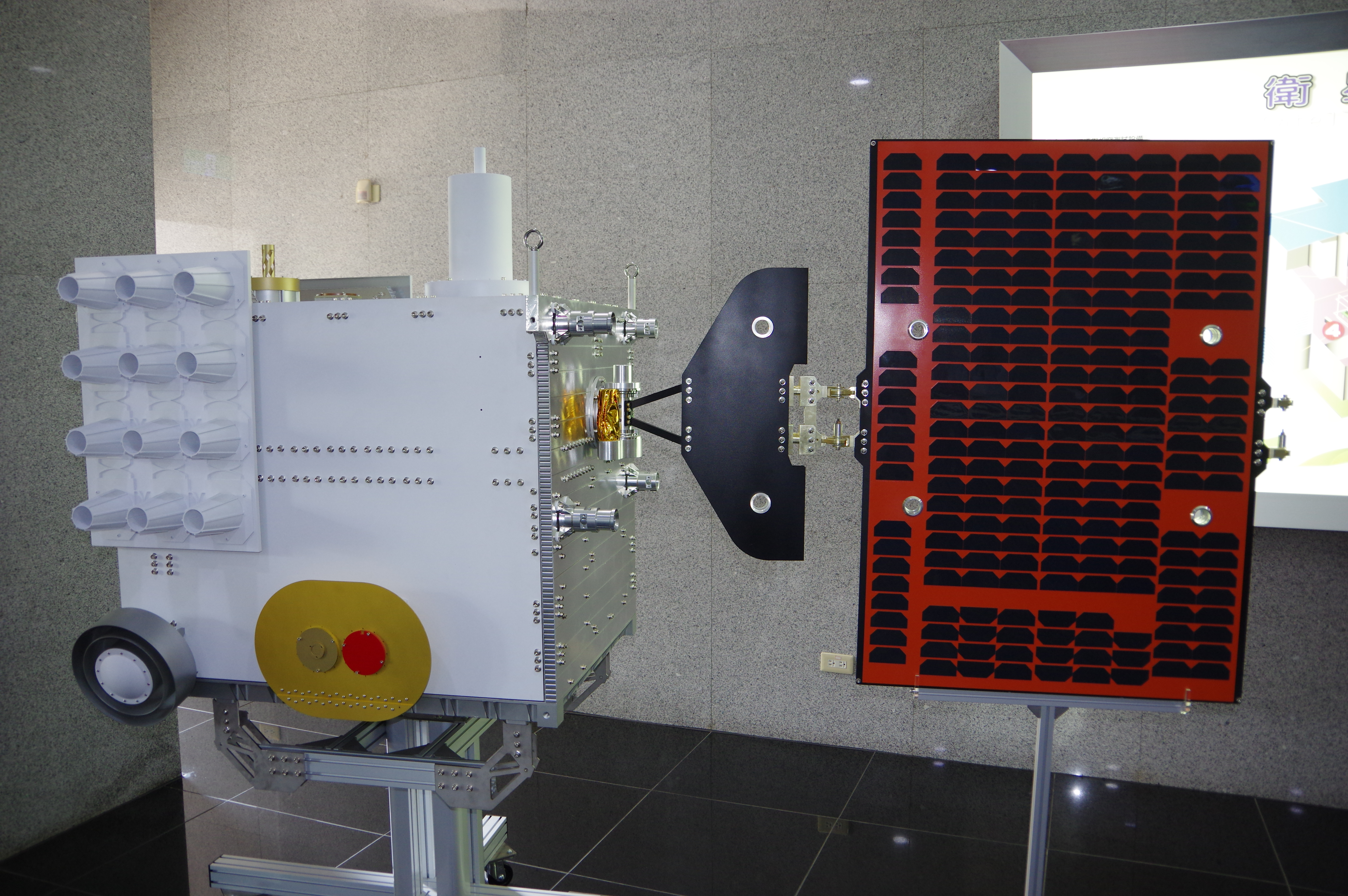
Modell von Formosat-7

Formosat (auch ROCSat – Republic Of China Satellite; Eigenschreibweise FORMOSAT) ist der Name eines taiwanisch-US-amerikanischen Programms für Erdbeobachtungssatelliten. In den USA wird es Cosmic genannt (Constellation Observing System for Meteorology, Ionosphere and Climate; Eigenschreibweise COSMIC).
- Am 16. Januar 1999 erreichte Formosat-1 (bis 2004 ROCSat-1 genannt) seine Umlaufbahn.
- Im Mai 2004 startete der Satellit Formosat-2 erfolgreich. Er wurde am 19. August 2016 außer Betrieb genommen.
- Am 15. April 2006 wurden alle 6 Satelliten der Formosat-3-Serie erfolgreich im Weltraum platziert.
- Am 24. August 2017 startete der Satellit Formosat-5 erfolgreich mit einer Falcon-9-Rakete.[1]
- Formosat-6 war ein Projekt für Mikrosatelliten mit einem Gewicht von 50 kg, welches jedoch aufgegeben wurde.[2][3]
- Formosat-7 beziehungsweise Cosmic-2 ist eine Konstellation aus sechs Satelliten. Diese wurden am 25. Juni 2019 erfolgreich von einer Falcon Heavy im Rahmen der STP-2-Mission in Transferorbits mit 714–721 km Höhe ausgesetzt.[4]